# 3Com
3Com Corporation NASDAQ: COMS (1984-2010) fue uno de los líderes en fabricación de equipos para infraestructura de Redes Informáticas. La compañía fue fundada el 4 de junio de 1979 por Robert Metcalfe, Howard Charney, Bruce Borden, y Greg Shaw y reclutó a Bill Krause de Hewlett-Packard para ser su presidente en febrero de 1981 cuando se planteó su primera ronda de financiación de capital riesgo. Metcalfe ha explicado que se le ocurrió el nombre de 3Com como una contracción de "Computer Communication Compatibility", con su enfoque en la implementación de Ethernet, la tecnología que había co-inventado y que permitió la creación de redes de computadoras.
3Com fabricaba tarjetas de red, switches, routers, puntos de acceso inalámbricos y controladores, sistemas de voz IP y sistemas de prevención de intrusiones. Su sede social estaba en Marlborough, Massachusetts, Estados Unidos. Desde que en 2007 adquirió el total de la propiedad de H3C Technologies (H3C) (inicialmente una joint venture con Huawei para el mercado chino) 3Com logró un puesto de líder en el mercado de China, y una cuota de mercado significativa en el mercado de redes en Europa, Asia, y las Américas. Los productos de 3Com fueron vendidos bajo las marcas 3Com, H3C y TippingPoint.
El 12 de abril de 2010, Hewlett-Packard completó la adquisición de 3Com. Desde su compra por HP, 3Com ha sido totalmente absorbida por HP, y ya no existe como una entidad separada.

## Historia

### Antes de 3Com, PARC
Después de leer un artículo sobre ALOHAnet, Bob Metcalfe se interesó en el tema de las redes de computadoras. ALOHAnet era una red de área amplia over-the-air (vía radio) que utilizaba radios UHF e hizo varias suposiciones que para su pensamiento no eran correctas en la práctica. Él desarrolló sus propias teorías sobre la forma de gestionar el tráfico, y comenzó a considerar un sistema de trabajo en red mediante "ALOHAnet en cable". En 1972 se incorporó a Xerox PARC para desarrollar estas ideas, y después de la vinculación con David Boggs, los dos tenían las primeras versiones de Ethernet trabajando a 3 Mbit/s 1973. A continuación, pasó a construir un protocolo de red conocida como Pup (perrito), con el todo el sistema listo para ensamblar a finales de 1974.
En este punto, la gestión de Xerox no hizo nada con ella, incluso después de ser abordado por los clientes potenciales. Cada vez más molesto por la falta de gestión de los intereses, Metcalfe dejó Xerox en 1975, pero fue atraído de nuevo el próximo año. Siguió un mayor desarrollo, lo que resulta en el protocolo seminal Xerox Network Systems (XNS), que fue completado en 1978. Una vez más, Metcalfe encontró que la gestión no estaba dispuesto a hacer realmente nada con el producto, y amenazó con irse. No recibe respuesta, y en 1979 dejó la compañía.

### Fundación y primeros años (1979-1996)
Posteriormente, cofundó 3Com en 1979. 3Com comenzó a fabricar adaptadores de red Ethernet para muchos de los sistemas informáticos existentes a principios de los 80, incluyendo el LSI-11, IBM PC, y VAX-11. A mediados de los años 1980, 3Com lanza EtherSeries como marca de su tecnología Ethernet, al tiempo que introduce una serie de programas y equipos basados en ordenadores personales para proporcionar servicios compartidos sobre una LAN utilizando los protocolos XNS. Estos protocolos se denominan comercialmente EtherShare (para compartir ficheros), EtherPrint (para imprimir), EtherMail (para correo electrónico), y Ether-3270 (para emulación de host IBM).
Los productos de software de red de la compañía incluyen:
- 3+Share compartir ficheros e impresoras.
- 3+Mail correo electrónico.
- 3+Remote para enrutar XNS sobre un puerto RS-232 en un PC.
- NetConnect para enrutar XNS entre Ethernets.
- MultiConnect Repeater era un repetidor multipuerto Ethernet 10Base2 montado en un chasis.
- 3Server, un servidor basado en PC para ejecutar servicios 3+
- 3Station, una estación de trabajo sin discos.
- 3+Open compartición de archivos e impresoras, basada en Microsoft LAN Manager.
- Etherterm emulación de terminal.
- Etherprobe software de análisis LAN.
- DynamicAccess software de administración y monitorización Ethernet distribuida para Balance de carga, tiempo de respuesta y RMON II.

La expansión de 3Com más allá de los PC y productos ligeros Ethernet comienza en 1987 cuando se fusiona con Bridge Communications. La fusión proporcionó una serie de equipos basados en microprocesadores Motorola 68000 y el uso de protocolos XNS compatibles con el software Etherterm de 3Com para PC.
- CS/1, CS/200 servidores de comunicaciones ("terminal servers")
- Puentes de red Ethernet y routers XNS
- GS/1-X.25 X.25 gateway
- CS/1-SNA SNA gateway
- NCS/1 software de control de red ejecutándose sobre un Sun-2.

En 1995, el status de 3Com era tal que fueron capaces de llegar a un acuerdo con la ciudad de San Francisco para pagar 900000 dólares por año por los derechos de denominación del estadio de fútbol americano Candlestick Park (3Com Park at Candlestick Point). Ese acuerdo terminó en 2002.

### 1997-2000

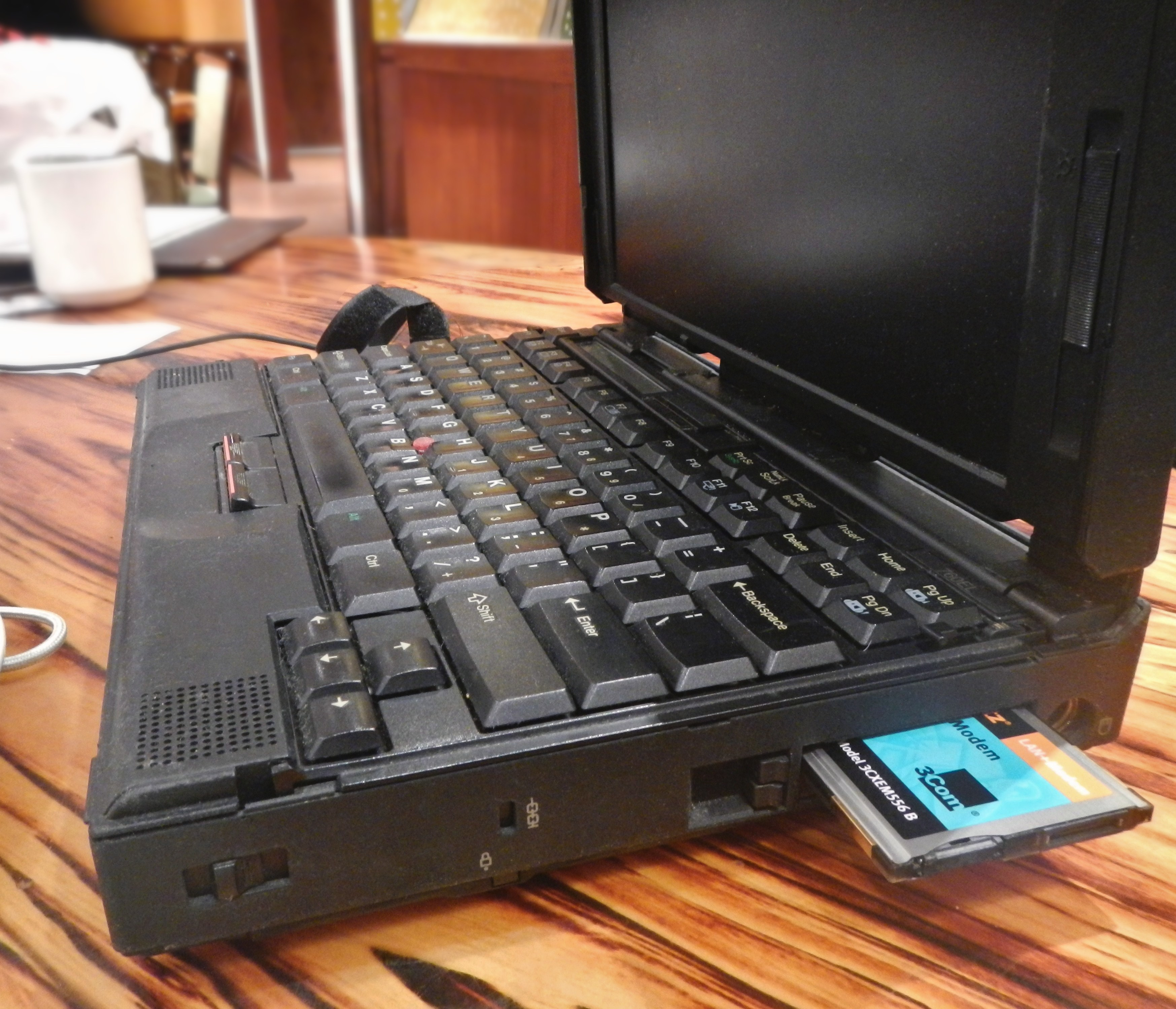
Tarjeta PC Card 3Com Ethernet/modem

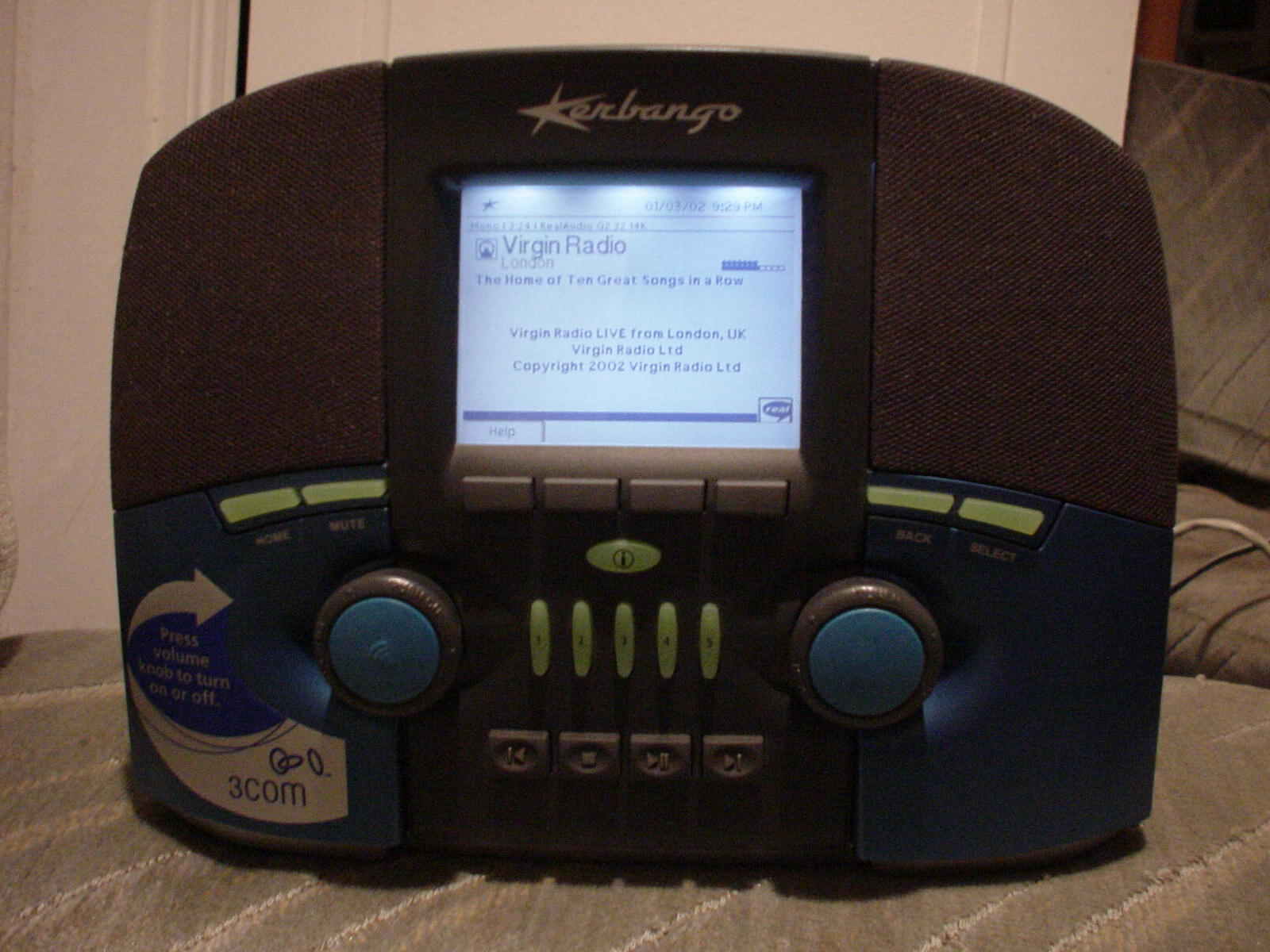
Radio por internet Kerbango

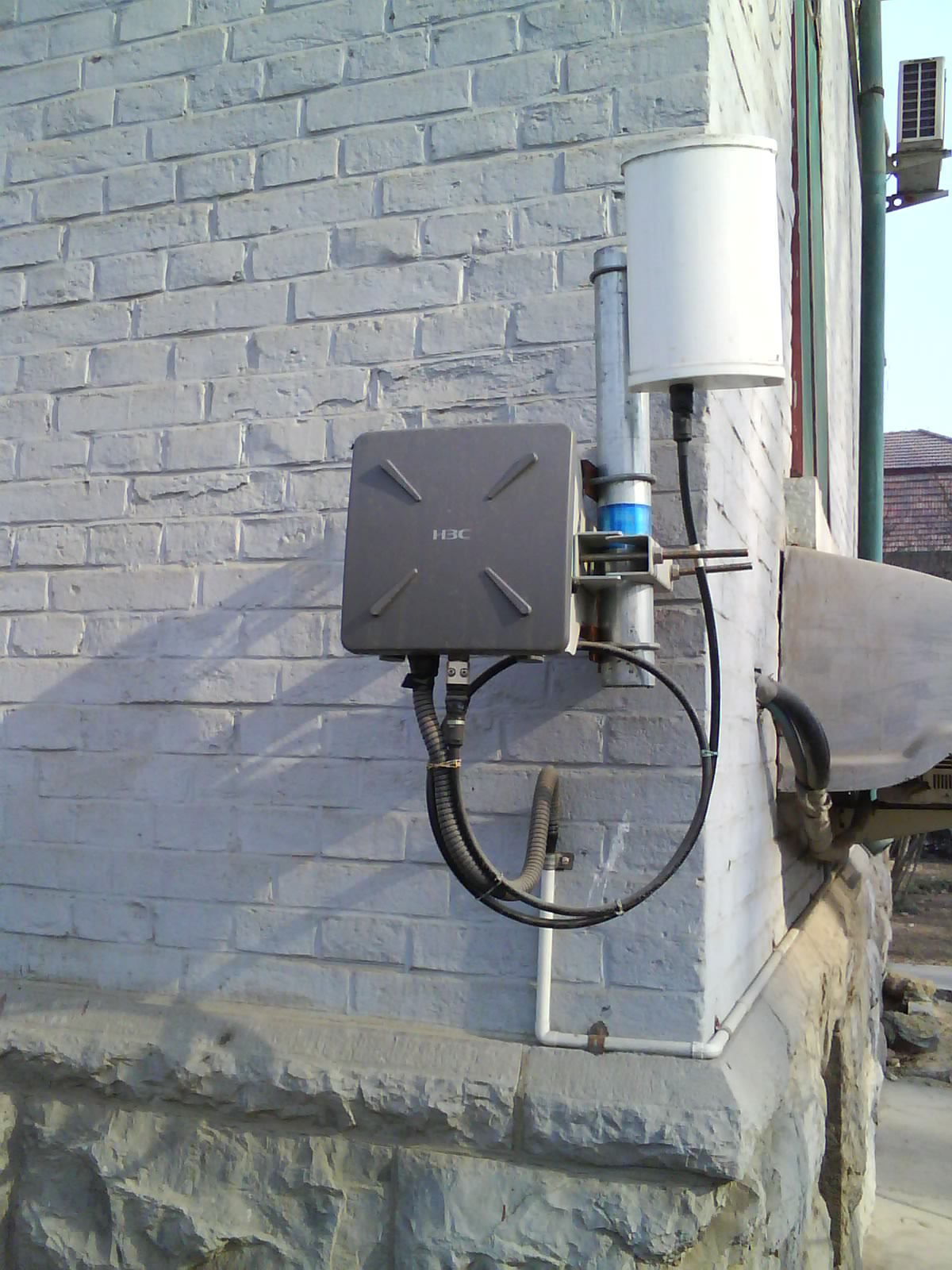
Dispositivo inalámbrico H3C instalado en una universidad

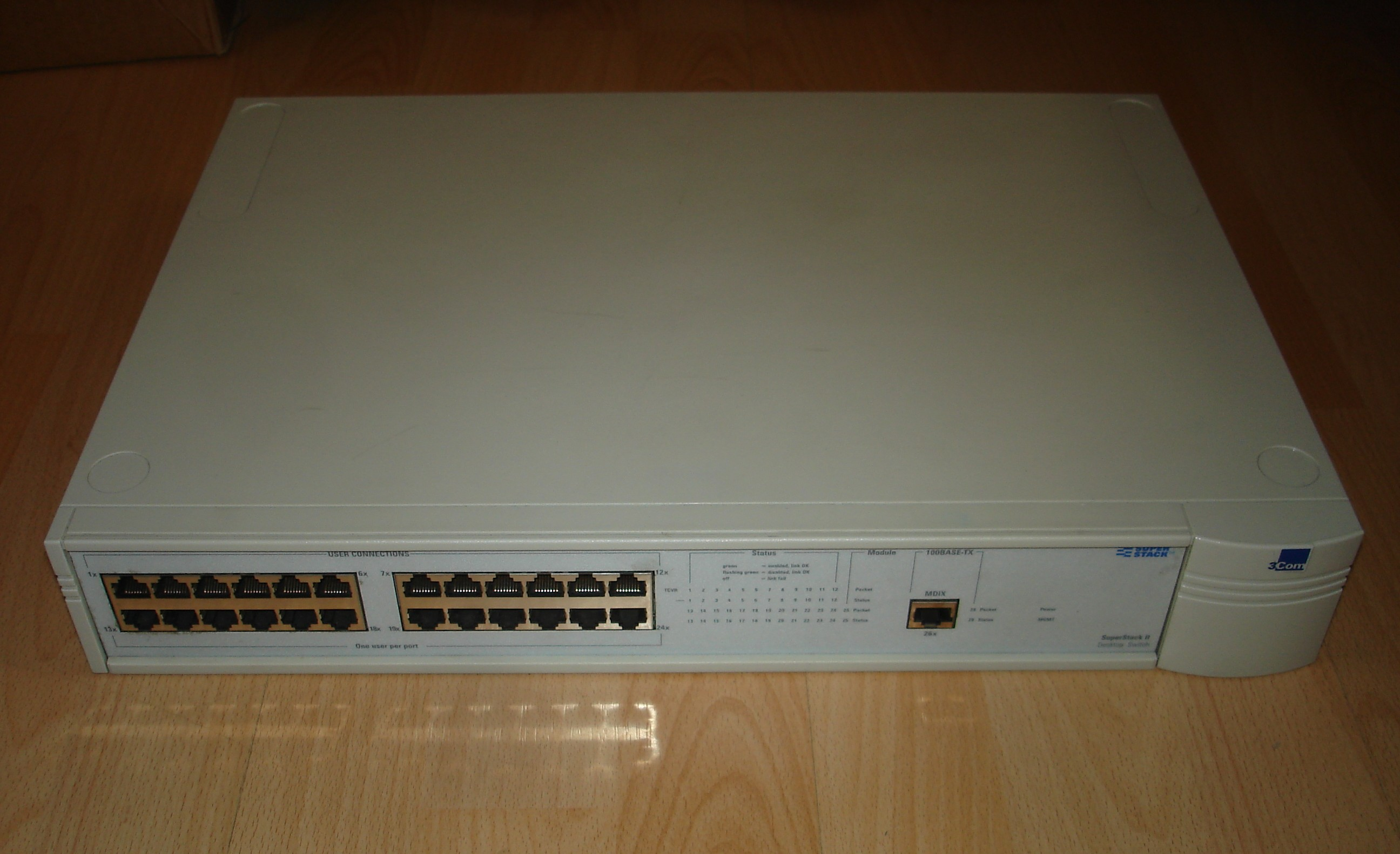
3C16902 SuperStack II Desktop Switch

En 1997, 3Com se fusionó con U.S. Robotics, un fabricante líder de módems, y propietario de Palm, Inc.. U.S. Robotics fue conocido por su línea de módems Sportster orientados al consumidor, así como por su línea Courier orientado a la empresa. Además de la electrónica de red de consumo, U.S. Robotics (USR) era un conocido fabricante de un servidor de gran prestigio de acceso telefónico, el "Total Control Hub", rebautizado por 3Com como el "Total Control 1000", basado en gran medida en la tecnología de su módem Courier. Este producto clave del negocio de servidores de acceso, que en la década de 1990 con la explosión de Internet condujo a los proveedores de servicios a la inversión en equipos servidores de acceso telefónico, compite contra la línea AS5200 de Cisco Systems.
3Com continuó el desarrollo de la línea Total Control hasta que finalmente se escindió como parte de Commworks, que luego fue adquirida por UTStarcom.
En agosto de 1998, Bruce Claflin fue nombrado jefe de operaciones. El negocio de módem se estaba reduciendo rápidamente. 3Com intentó entrar en el negocio del DSL, pero no tuvo éxito.
En el negocio de la tarjeta de red para servidores, la parte más lucrativa del negocio NIC, 3Com permanece segundo en el mercado, tras Intel. 3Com nunca logró vencer a Intel con sus propios productos o incluso con empresas mixtas con Broadcom. Se comenzó el desarrollo interno de tarjetas Gigabit Ethernet pero se abandonaron posteriormente los planes. Más tarde, se formó una empresa conjunta con Broadcom, en el que Broadcom desarrollaría el principal componente ASIC y la tarjeta se vendería bajo la marca 3Com. La empresa fracasó al poco, y 3Com no tendría los talentos suficientes para seguir con Gigabit Ethernet por sí mismo.
En 1999 3Com compra NBX, una empresa de Boston con un sistema de telefonía basado en Ethernet para las pequeñas y medianas empresas. Este producto resultó ser popular en el canal de distribución de 3Com, lo que trajo un rápido crecimiento y adopción. Al ser una de las primeras empresas en ofrecer un sistema completo de telefonía sobre red, e incrementar su red de distribución con socios de telefonía más grandes como Southwestern Bell y Metropark Communications, 3Com ayudó a que VoIP sea una segura y práctica tecnología con una amplia base.
En marzo de 2000, en un movimiento muy criticado públicamente, 3Com salió del negocio de los routers de gama alta (por una fuerte competencia de Cisco) y cambió de mercado para centrarse en otras áreas de negocios. Las gamas CoreBuilder de switches Ethernet y ATM LAN, PathBuilder y NetBuilder de Routers WAN fueron todas descatalogadas en junio de 2000. Los productos CoreBuilder y la base de clientes se migraron a Extreme Networks. los PathBuilder y NetBuilder fueron migrados a Motorola. 3Com centró sus esfuerzos de 2000 a 2003 en el desarrollo de las líneas de productos HomeConnect, OfficeConnect, SuperStack, NBX y Total Control. Dado que esto fue percibido como una salida del mercado Enterprise, 3Com nunca volvió a ganar impulso con los clientes grandes o los proveedores de acceso y telefonía.
3Com intentó entrar en el negocio de los equipos de electrónica de consumo inteligentes y en junio de 2000, 3Com compró la naciente radio por internet Kerbango por 80 millones de dólares. Desarrolló el 3Com Audrey, que hizo su aparición en The Oprah Winfrey Show. Se desecharon los productos Audrey y Kerbango menos de un año después.
En julio de 2000, 3Com separó Palm como una compañía independiente. Tras de la Oferta Pública de Venta, 3Com todavía poseía el 80% de Palm pero la capitalización bursátil de 3Com era menor que la de Palm. U.S. Robotics también se escindió de nuevo como una empresa independiente en ese momento.

### 2001-2009
En enero de 2001, Bruce Claflin es nombrado director ejecutivo, en sustitución de Eric Benhamou, director ejecutivo de 1990 a 2000. Fue criticado por la costosa diversificación en el mercado de las PDAs. En este punto, la fuente principal de ingresos de la compañía, la tarjeta de red, comienza a disminuir rápidamente, al incluirse su funcionalidad en el Puente sur (Southbridge) del chipset. La compañía comenzó a vender o cerrar divisiones mediante expedientes de regulación de empleo. La compañía pasó de emplear a más de 12.000 empleados a menos de 2.000.
En mayo de 2003, la compañía deja su sede social en Silicon Valley Santa Clara por Marlborough, Massachusetts. También formó una empresa con Huawei en la que 3Com vende y remarca productos en la empresa conjunta.
En junio de 2003, 3Com vende su subsidiaria CommWorks Corporation a UTStarcom, Inc. que se hizo con la cartera de productos de voz y datos, atención al cliente y servicios profesionales de CommWorks y adquirió o licenció toda la propiedad intelectual de 3Com utilizada por CommWorks, incluyendo la telefonía IP y las patentes de comunicaciones inalámbricas. La transacción está valorada en 100 millones de dólares. La subsidiaria se establece en Rolling Meadows, Illinois, y desarrolla comunicaciones por cable y tecnologías de infraestructura inalámbrica.
En enero de 2006, Bruce Claflin anuncia que deja la compañía. R Scott Murray se convirtió en director ejecutivo de 3Com y presidente de H3C Technology en China, una joint venture con Huawei Technology. Murray abandona voluntariamente la empresa en agosto de 2006 por sus preocupaciones acerca de la ética de negocios cuestionables de Huawei y los posibles riesgos de seguridad cibernética planteados por Huawei. Edgar Masri regresó a 3Com a la cabeza como presidente y director ejecutivo tras la marcha de Murray.
El 10 de mayo de 2007, 3Com contrata a Jay Zager, director de finanzas de Gerber Scientific, como vicepresidente ejecutivo y director de finanzas desde el 23 de junio de 2007, para sustituir a Dan Holsted.
En septiembre de 2007, Bain Capital acordó la compra de la compañía por 2,2 millardos de dólares, con financiamiento de capital minoritario Huawei Technologies. Sin embargo, el acuerdo se encontró con la oposición reguladora del gobierno de Estados Unidos y no se concretó a principios de 2008, a raíz de la preocupación por el riesgo de que Huawei revelara secretos de seguridad cibernética contra el Gobierno de Estados Unidos y sus aliados, pues Huawei comerciaba con Irán y era dirigida por un exgeneral del Ejército Popular de Liberación de China. Edgar Masri dejó la compañía en abril de 2008, en parte como resultado de la transacción fallida con Bain.
El 29 de abril de 2008, Robert Mao fue nombrado director ejecutivo, y Ron Sege Presidente y Jefe de operaciones.
En el año fiscal 2008 finalizado el 30 de mayo de 2008, 3Com tuvo un ingreso anual de 1,3 millardos de dólares y más de 6,000 empleados en más de 40 países. En septiembre de 2008, 3Com reportó sus resultados financieros del primer trimestre del año fiscal 2009, que terminó el 29 de agosto de 2008. Los ingresos en el trimestre fueron 342,7 millones en comparación con los ingresos de 319,4millones en el mismo período en el año fiscal 2008, un aumento del 7 por ciento. El beneficio neto del trimestre fue de 79,8 millones, o 20 centavos por acción, en comparación con una pérdida neta de -18,7 millones, o -5 centavos por acción, en el primer trimestre del año fiscal 2008.

### Compra por HP
El 11 de noviembre de 2009, 3Com y Hewlett-Packard anunciaron que Hewlett-Packard comprará 3Com por 2,7 millardos de dólares en efectivo.
El 12 de abril de 2010, Hewlett-Packard completó la adquisición de 3Com Corporation a un precio de 7,90 dólares por acción en efectivo, lo que da un valor de empresa de aproximadamente 2,7 millardos de dólares.

### Adquisiciones
3Com estuvo cerca de ser adquirido por el fabricante de estaciones de trabajo UNIX, Convergent Technologies, pero el pacto se rompió a sólo dos días de la votación prevista en marzo de 1986. Posteriormente, 3Com compró las siguientes compañías :
- Bridge Communications en 1987
- BICC Data Networks en 1992
- Star-Tek en 1993[16]
- Synernetics en 1993[17]
- Centrum en 1994
- NiceCom en 1994
- Sonix Communications, Primary Access,[18] AccessWorks y Chipcom en 1995
- Axon y OnStream Networks en 1996
- U.S. Robotics adquisición por fusión en 1997 (líneas de productos incluidos: Sportster, Courier, Palm, Megahertz, Conferencelink, Audrey, y mucho más)
- NBX en 1999
- Kerbango en 2000
- TippingPoint en 2005
- Huawei-3Com (H3C) en 2007 (compran el 49% de Huawei por 882 millones de dólares; en 2003 la habían formado como una joint venture)

### Ex filiales

#### CommWorks Corporation
CommWorks Corporation era una subsidiaria de 3Com Corporation, con sede en Rolling Meadows, Illinois. Se vende a UTStarcom, Inc. de Alameda, California en 2003.
CommWorks Corporation era una subsidiaria propiedad al completo de 3Com Corporation. Fue formalmente la Carrier Network Business (unidad de negocios de Red) de 3Com, compuesta por varias empresas adquiridas: U.S. Robotics (Rolling Meadows, Illinois), Call Technologies (Reston, Virginia), y LANsource (Toronto, Canadá). CommWorks fue capaz de utilizar la tecnología de cada empresa para crear software de comunicaciones sobre IP. U.S. Robotics proporcionó pasarelas de medios (la línea de productos Total Control 1000, anteriormente utilizada para la terminación de módem telefónico) y de la tecnología softswitch. Call Technologies proporcionó software de Mensajería Unificada. LANsource aporta software fax-sobre-IP que se integra con la plataforma de mensajería unificada.
La Unidad de Negocios de Red de 3Com desarrolló una solución IWF que se convirtió en el producto de pasarelas inalámbricas dominante en el mercado 2G CDMA. Asociada con Unwired Planet (hoy Openwave) y Qualcomm Quicknet se lanzó una solución que permitía la conexión en 6 segundos frente a los más de 30 segundos de una conexión por módem tradicional. Esta solución fue adoptada sucesivamente en Estados Unidos, Japón, y Corea cubriendo todo el mercado 2G CDMA incluyendo Sprint. Se siguió mejorando el producto que se convirtió en el núcleo de CommWorks (hoy UTStarcom): la oferta incluía las versiones 2.5 y 3G de pasarelas de paquetes de datos conocidas como PDSN y Home Agents.
CommWorks/3Com codesarrollaron un switch por software basado en H.323 con AT&T en 1998 para utilizarlo en una aplicación de "transporte transparente" para las llamadas de larga distancia de los clientes residenciales de AT&T. En dicha solución, las llamadas telefónicas de larga distancia son redireccionadas por el switch de ingreso LEC CLASS 5 a la pasarela de medios Total Control 1000, donde es convertida de TDM a IP y transportada por el backbone IP WorldNet de AT&T. Cuando llega a destino, pasa a través del switch LEC CLASS 5 como una llamada sin tarificar.
CommWorks modifica la pasarela y el switch por software para soportar SIP para la oferta de alojamiento de negocios ofertada por MCI/WorldCom en 2000.
Aunque 3Com vendió CommWorks a UTStarcom, retuvo los derechos sobre la propiedad intelectual de la tecnología de switch por software. Tras modificar el software para habilitar prestaciones de empresa en PBX, 3Com lanzó la tecnología como VCX, el primer SIP PBX puro, en 2003 y fue nombrado Producto del Año 2003 por INTERNET TELEPHONY (una publicación de Technology Marketing Corporation).

## Productos

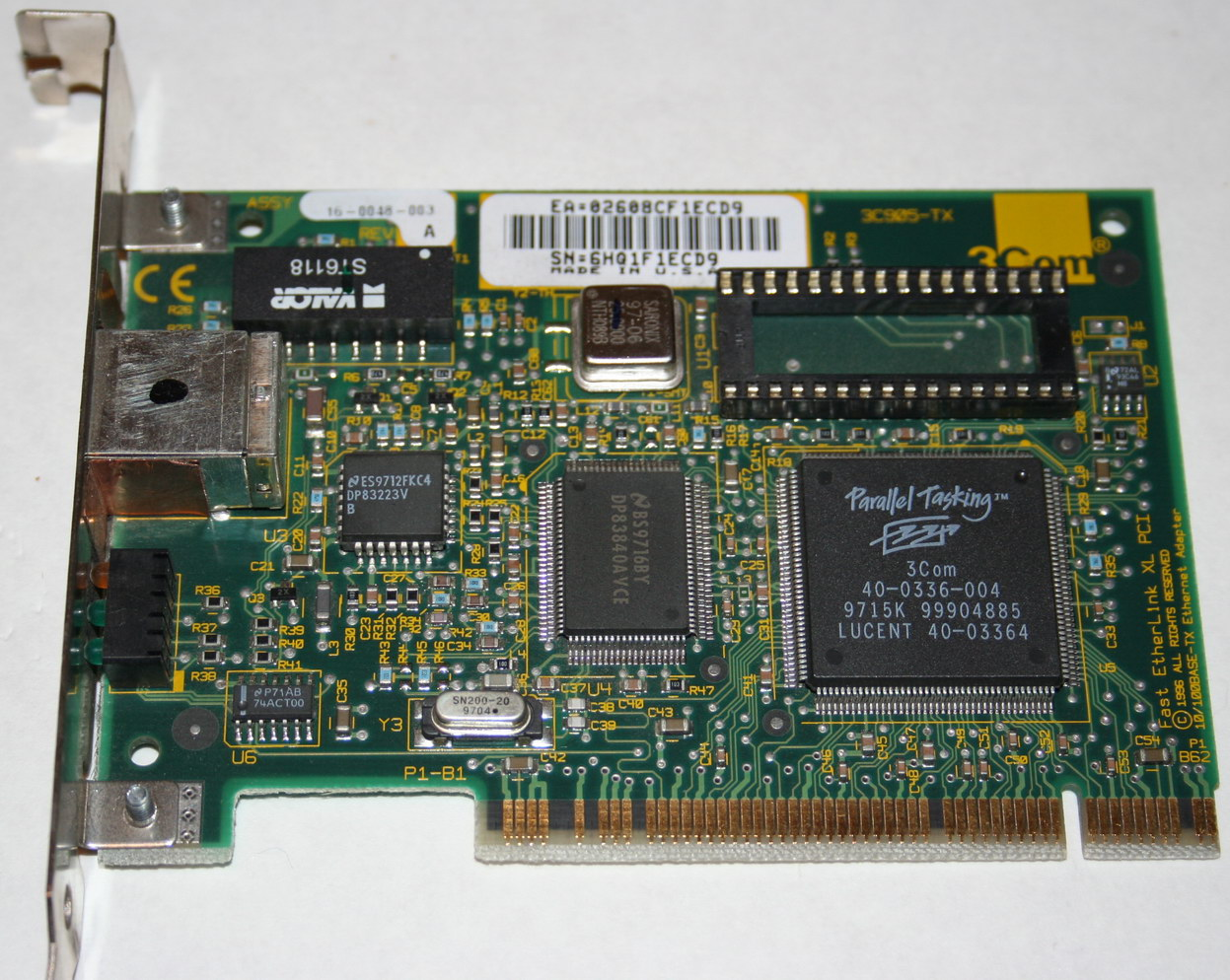
Tarjeta de red 3Com 3c905-TX 10/100 PCI

- Switches de configuración fija, incluyendo modelos apilables:
  - 3Com Gigabit switches Switch 5500G, 4800G, 4500G, 4200G, Baseline, OfficeConnect
  - 3Com Fast Ethernet switches Switch 5500, 4500, 4210, Baseline, OfficeConnect
  - H3C switches S5600, S5500, S5100, S3600, S3610, S3100.
- Switches en chasis modulares :
  - 3Com 8800, 7900E, 7500.
  - H3C S9500, S7500, S7500E.
- Routers WAN
- Puntos de acceso inalámbricos, adaptadores y productos de conectividad Wi-Fi.
- Gateways y firewalls de conexión a Internet, cableados e inalámbricos.
- Tarjetas de red
- Módems
- Aplicaciones de gestión de Redes.
- Plataformas de seguridad en red incluyendo el TippingPoint Intrusion Prevention System.
- Aplicaciones de Telefonía IP incluyendo soluciones PBX y CTI. Las soluciones de telecomunicaciones de 3Com utilizan VoIP y Session Initiation Protocol (SIP).
- Video Vigilancia IP y almacenamiento en red (comercializados en China, África del Sur, América del Sur y otros mercados clave)
- Webcams domésticas y el software para manejarlas (3Com HomeConnect)
- 3Com Laser Library